# لوبين الثالث ضد المحقق كونان: الفلم
لوبين الثالث ضد المحقق كونان (باليابانية: ルパン三世VS名探偵コナン THE MOVIE، بالروماجي: Rupan Sansei Vāsasu Meitantei Konan The Movie) هو فيلم أنمي ياباني، صدر في 7 ديسمبر 2013، وهو فيلم مشترك يجمع بين اللص أرسين لوبين من أنمي لوبين الثالث والمحقق كونان إيدوجاوا من أنمي المحقق كونان، وهو ثاني إصدار يجمع بينهما بعد الحلقة الخاصة «لوبين الثالث ضد المحقق كونان» التي بُثّت عام 2009. تناول الفيلم قضية قبض كونان إيدوجاوا على أرسين لوبين المتهم بسرقة جوهرة تدعى الكرز الياقوت.
الفيلم من إخراج هاجيمي كاميغاكي، تم إنتاجه بواسطة استوديو طوكيو موفي شينشا وتوزيعه من قبل توهو. تم الكشف عنه في العدد 21-22 من مجلة شونن سندي الأسبوعية لعام 2013. تم ترشيحه لجائزة أفضل فيلم رسوم متحركة لهذا العام من جوائز الأكاديمية اليابانية لعام 2014.

## القصة
ينطلق الفيلم انطلاقة مثيرة حيث يتنكر الص البارع لوبين الثالث بشخصية كايتو كيد ويقوم بسرقة جوهرة من الجواهر الثمينة فيحاول الضابط ناكاموري القاء القبض عليه ولكنه يفشل ثم تبدأ مطاردة شيقة بينه وبين المحقق الذكي كونان إدوجاوا الذي لم يكن يعلم انه يطارد لوبين الثالث تبدأ المطاردة على الماء ثم تنتقل إلى الطريق السريع وعندما يقترب كونان من اطلاق إبرة التخدير يقفز إيشيكاوا غويمون من سيارة لوبين التي كانت مخبأة في القارب ليقطع بسيفه المسمى زانتتسو لوح كونان إلى نصفين واضعا بذلك نهاية لهذه المطاردة وتظهر على وجه كونان علامات التحدي بعد أن علم بأن خصمه هذه المرة هو لوبين الثالث.
يصل الفنان الإيطالي الشهير إيمليو فالاتي إلى العاصمة اليابانية طوكيو وتتمكن سوكو من معرفة الفندق الذي يقيم فيه فتذهبان ومعهما كونان برفقة المتحري النائم موري المسحور بجمال مديرة الأعمال كلاوديا وعندما يصلون يتم إخبارهم من قبل المفتش ميغوري والضابط شيراتوري بأنه تم استلم رسالة تهديد بالقتل للمطرب إيمليو وبأن لوبين قد أعاد الجوهرة وقام بسرقة أخرى تدعى الياقوت التشيلي بعد مطاردة عقبمة من الشرة ولكنها جوهرة عادية لا تحوي أيت أسرار.
بعدها غادر كونان وران وسوكو وقام كونان بالانفصال عنهماليبحث عن شريك لوبين جغن دايسكي وتسلل الفنان الإيطالي مع الفتاتين خارج الفندق وتمكن كونان من إيجاده ويحدث بينهما حوار قصير وفي هذه الأثناء يفلت الفنان من رقابة ران وسوكو وتبدآن بالبحث عنه ثم تجده ران جالساعند نهاية سطح طابق دائري وهو الطابق الأكبر في البرج وكان يتأمل في النجوم وينظر إلى أضواء المدينة ولكنها تظن أنه ينوي الانتحار فتبدأ بالبكاءوالصراخ فيلتفت إليها ويقف فتهب رياح شديدة فجأة فيسقط إيمليو ولكن ران تمسك بيده ثم تأتي سوكو لتنقذهما ولكنها لا تستطيع ذلك ويلحظ كونان تجمع الناس فيدرك أن هناك خطبا ما ويهب للإنقاذ على الفور بمساعدة جغن الذي يناديه كونان بأبي وينجح في ذلك ثم يتلقى إيميليو توبيخا من كلاوديا.
تمت صفقة تبادلية بين لوبين وألن سميثي وهو الرجل الذي أمر لوبين بالسرقة مقابل حياة الأنسة ميني فوجيكو وكانت ناجحة. يحاول فريق المتحرين الضغار معرفة مقر عصابة لوبين السري ويتمكنون من إيجاده ويذهبون إليه ويتحدثون مع غويمون ثم يحتسون شايا قدمه غويمون إليهم بعد أن وضع فيه مادة منومة وينامون نوما عميقا ثم يخرج لوبين الذي كان مختبئا في سيارته الفا روميرووتقوم ميني فوجيكو بإرجاعهم إلى منازلهم وتأخذ معها هيبارا لتسألها عن عقار الشباب.
يحاول فريق المتحرين إيجاد هيبارا ولكن هيبارا تعطيهم معلومات خاطئة بأمر من كونان حتى لا يقعوا في المشكلات.لاحقا يتضح أن لوشيانو منسق جولة اليابان ينتمي إلى المافيا الإيطالية ومتورط مع ألان سميثي في صفقة تبادلية وكلاوديا تعلم بذلك بل كانت تساعده ومن المتوقع أن تتم يوم العرض. تتلاحق الأحداث بوصول أحد معارف لوبين ولقبه بالملك وتحدث معه وطلب منه ترك أمر لوسيانو له وأقنعه بالسفر إلى نابولي مما يؤ كد أن له علاقة بالمافيا.
ويحين الوقت لإبرام الصفقة ويتدخل لوبين لإفسادها ولكن الأمور لا تسير لمصلحته فقد تم إستدعاء الFBI من قبل المحقق كونان ولكن المجرمين استغلوا لحظة إلقاء القبض على لوبين ليتمكنوا من أخذ كونان كرهينة ثم الهروب بالطائرة ولكن لوبين يتمكن من اقتحام الطائرة ويحدث إطلاق نار يؤدي إلى ثقب ولكن يتمكن لوبين الثالث والمحقق كونان من السيطرة على الطائرة وبعد جدال قصير تتم مطاردتهما من قبل القوات الجوية لمملكة فسبانيا وكذلك سلاح الجو لجمهورية جيرنبا وهي بلد سميثي وفي الأخير يتمكنان من النجاة وتتحطم الطائرة إلا أن فوجيكو كانت تنتظرهما على متن غواصة ضخمة.

## وصلات خارجية
- "الموقع الرسمي" (باليابانية). Archived from the original on 2014-03-15.
- مقالات تستعمل روابط فنية بلا صلة مع ويكي بيانات